# Aledo Meloni
Aledo Luis Meloni (Estació María Lucila, província de Buenos Aires, Argentina, 1 d'agost de 1912 - Resistència, 11 de gener de 2016) va ser un poeta i docent argentí radicat en la Província del Chaco des de 1937, catalogat freqüentment com un dels màxims exponents literaris chaquenys. La seva obra es basa en les cobles per descriure austerament l'entorn de la zona occidental del Chaco, i avui formen part de les lectures del nivell educatiu obligatori d'aquesta província.

## Biografia
Era el fill d'un matrimoni italià oriünd de la província de Macerata que va arribar amb els seus dos fills majors a Argentina el 1908.
Meloni es va mudar al Chaco quan el Consell Nacional d'Educació ho va designar al capdavant d'una escola rural en el departament Dotze d'Octubre (en aquells dies anomenat Camp del Cel), a 17 quilòmetres de General Pinedo; un any més tard va ser posat al capdavant d'una escola rural que ell mateix va inaugurar, a 5 km d'allí en Colònia San Antonio, la primera colònia d'alemanys del Volga fundada a la província. El 1956 es va traslladar a Resistència —on va viure des de llavors fins a la seva defunció— per encarregar-se de la secretaria tècnica de la Inspecció d'Escoles Nacionals; es va jubilar el 1963 però va seguir treballant a la Biblioteca Popular Herrera d'aquesta ciutat. També va col·laborar en el desaparegut diari El Territorio i en el diari Norte.
Va rebre diversos premis per les seves poesies, entre ells Cavaller de l'Ordre de Mèrit d'Itàlia el 1982 i el Premi Santa Clara d'Assís el 1990. El 24 de maig de 2006 va rebre per part de la Universitat Nacional del Nord-est el títol de Doctor Honoris causa, en reconeixement de la seva trajectòria en la poesia.

## Homenatges
En reconeixement de la seva labor a la zona, en general Pinedo van ser batejats un complex esportiu i cultural amb el seu nom, i una escola de Fontana.